# Juno Awards 2008
I Juno Awards 2008 (37ª edizione) si sono tenuti a Calgary il 5 e 6 aprile 2008.

## Categorie
Lista parziale (sono incluse le categorie più importanti). In grassetto sono indicati i vincitori.

### Artista dell'anno
- Feist
- Michael Bublé
- Céline Dion
- Avril Lavigne
- Pascale Picard

### Gruppo dell'anno
- Blue Rodeo
- Arcade Fire
- Finger Eleven
- Hedley
- Kaïn

### Artista rivelazione dell'anno
- Serena Ryder
- Jill Barber
- Belly
- Jeremy Fisher
- Justin Nozuka
- Suzie McNeil

### Gruppo rivelazione dell'anno
- Wintersleep
- Dragonette
- Faber Drive
- illScarlett
- State of Shock

### Fan Choice Award
- Michael Bublé
- Céline Dion
- Claude Dubois
- Nelly Furtado
- Avril Lavigne

### Album dell'anno
- Feist - The Reminder
- Avril Lavigne - Call Me Irresponsible
- Anne Murray - Anne Murray Duets: Friends & Legends
- Céline Dion - D'elles
- Céline Dion - Taking Chances

### Album di musica alternative dell'anno
- Arcade Fire - Neon Bible
- Patrick Watson - Close to Paradise
- Tegan and Sara - The Con
- Holy Fuck - LP
- Wintersleep - Welcome to the Night Sky

### Album internazionale dell'anno
- Rihanna - Good Girl Gone Bad
- Fergie - The Dutchess
- Bon Jovi - Lost Highway
- Josh Groban - Noël
- Timbaland - Timbaland Presents Shock Value

### Album pop dell'anno
- Feist - The Reminder
- Michael Bublé - Call Me Irresponsible
- Anne Murray - Anne Murray Duets: Friends & Legends
- Bedouin Soundclash - Street Gospels
- Céline Dion - Taking Chances

### Album rock dell'anno
- Finger Eleven - Them vs. You vs. Me
- Matthew Good - Hospital Music
- Pride Tiger - The Lucky Ones
- The Saint Alvia Cartel - The Saint Alvia Cartel
- Sum 41 - Underclass Hero

### Singolo dell'anno
- Feist - 1234
- Michael Bublé - Everything
- Avril Lavigne - Girlfriend
- Finger Eleven - Paralyzer
- Jully Black - Seven Day Fool